# Torres Paseo Colón
Las Torres Paseo Colón son un complejo de 2 torres de condominio vertical que está ubicado en la Avenida Paseo Colón de San José, Costa Rica. La primera parte inició en el 2010 y finalizó en el 2012. Su construcción demoró 22 meses. La segunda parte comenzó en el 2013 y finalizó en septiembre del 2014. Fueron los edificios más altos del país con 101,3 metros (Torre 2) y 98.2 metros (Torre 1): la torre 2 tiene 29 pisos y 126 unidades habitacionales, convirtiéndose así en el primer rascacielos de Costa Rica; mientras que la torre 1 cuenta con 97 metros de altura, con 27 pisos de oficinas y apartamentos. La estructura, que pertenece a la firma "Grupo Inmobiliario del Parque", cuenta con cerca de 54.000 metros cuadrados de construcción en la totalidad de las 2 etapas, finalizado en septiembre de 2014.

## Descripción
Según la inmobiliaria del Parque recientemente se acreditaron a las Torres Paseo Colón (condominios de uso mixto) como los edificios más altos de toda Costa Rica, sin embargo, en febrero de 2021 perdió dicha distinción al finalizar la construcción del edificio DoubleTree Sabana by Hilton. La torre 2 es actualmente la sexta más alta de  Centroamérica y la torre 1 la novena más alta de  Centroamérica (CA-5 excluyendo a Panamá). Los representantes de la inmobiliaria justifican su pronta venta a la seguridad del condominio y su acceso al centro de la capital.
Entre los aspectos innovadores de la estructura está el acceso mediante la detección electrónica de la huella digital y la instalación de un sistema de monitoreo interno. Entre las zonas comunes del inmueble se dispondrán un gimnasio, sala de proyección, rancho con BBQ y bar, jacuzzi, piscina y pista para correr, además de salones multiusos y lavandería.
El Grupo Inmobiliario del Parque cuenta con otros proyectos como Sabana Real, Torres del Parque y Vistas del Parque. Además, anunció que sus próximas iniciativas incluyen Vistas del Robledal, Torre 8, Roble Sabana y Latitud Dent.
| Predecesor: Edificio Banco Nacional de Costa Rica | Edificio más alto de Costa Rica 2013 - 2015 | Sucesor: Torres Paseo Colón 2  |
| Predecesor: Torres Paseo Colón 1                  | Edificio más alto de Costa Rica 2015 - 2021 | Sucesor: Leumi Business Center |